# Улица Кловерфилд број 10
Улица Кловерфилд број 10 (енгл. 10 Cloverfield Lane) је амерички научнофантастични психолошки трилер филм из 2016. године, режисера Дена Трахтенберга, што је и његов дебитантски филм, док су продуценти Џеј-Џеј Ејбрамс и Линдзи Вебер, а сценарио су написали Џош Кембел, Мет Стекен и Дејмијен Шазел. У главним улогама су Мери Елизабет Винстед, Џон Гудман и Џон Галагер Јуниор. Други је филм у истоименом серијалу. Прича прати младу жену која се, након саобраћајне несреће, буди у подземном бункеру у коме се још налазе и два мушкарца који говоре да је неки догађај оставио површину Земље ненасељивом.
Филм је развијен према сценарију названом Подрум, али под продукцијом студија Bad Robot, претворен је у самостални наставак филма Кловерфилд из 2008. године. За разлику од претходног филма који је рађен у формату „пронађеног снимка”, овај наставак је испричан у наративу треће особе. Филм је сниман под радним насловом Валенсија у Њу Орлеансу од 20. октобра до 15. децембра 2014. године.
Филм је премијерно приказан у Њујорку 8. марта 2016, а реализован је у биоскопима одређених земаља 10. марта исте године. У америчке биоскопе је пуштен 11. марта, у традиционалном и ИМАКС формату. Зарадио је преко 110 милиона долара широм света и добио је похвале за глуму, сценарио и атмосферу. Наставак, Парадокс Кловерфилда, реализован је 2018. године.

## Радња
Након саобраћајне несреће, Мишел (Мери Елизабет Винстед) се буди у склоништу човека опседнутог заверама (Џон Гудман), који тврди да ју је спасао из смрскане олупине. Такође је обавештава да је хемијски напад опустошио околно подручје, због чега је немогуће живети у спољњем свету. Емет (Џон Галагер Јуниор), који је једва успео да се домогне склоништа, поткрепљује његову верзију догађаја, али је Мишел и даље сумњичава. Док се динамика унутар бункера непрекидно мења, она почиње да сумња у оно што се дешава у бункеру као и у спољашњем свету.

## Улоге
| Глумац                | Улога           |
| --------------------- | --------------- |
| Џон Гудман            | Хауард Стамблер |
| Мери Елизабет Винстед | Мишел           |
| Џон Галагер Јуниор    | Емет Девит      |
| Сузан Крајер          | Лесли           |
| Бредли Купер          | Бен (глас)      |